# Pycnonotus flavescens
Pycnonotus flavescens е вид птица от семейство Pycnonotidae.

## Разпространение
Видът е разпространен в Бангладеш, Виетнам, Индия, Индонезия, Китай, Лаос, Малайзия, Мианмар и Тайланд.